# Wielitsch
Wielitsch ist eine Streusiedlung in den Windischen Büheln in der Steiermark wie auch Ortschaft und Katastralgemeinde  der Gemeinde Ehrenhausen an der Weinstraße im Bezirk Leibnitz der Südweststeiermark.

## Geographie
Der Ort befindet sich an der österreichisch-slowenischen Grenze, etwa 10 Kilometer südöstlich von Leibnitz, um die 3½ km westlich vom Grenzübergang Spielfeld/Šentilj und um die 2½ km südlich des Gemeindehauptorts Ehrenhausen.
Die Ortschaft umfasst knapp 120 Gebäude mit etwa 230 Einwohnern.
Die zerstreuten Häuser liegen über knapp 3 Kilometer auf einem Riedel, der sich von Gamlitz südostwärts zum Grenzberg Witscheinberg/Svečinski vrh mit 515 m/517 m zieht, auf um die 380 m ü. A. Höhe. Dessen Vorplateau heißt Wielitschberg. Dazu gehört auch die Talmulde, aus der der Wielitschbach zum Gamlitzbach bei Ehrenhausen fließt.
Die westliche Grenze des Ortschaftsgebietes verläuft zu Ottenberg im Gelände, östlich am nächsten Riedel entlang der Straße von Ehrenhausen zum Platsch/Plački vrh, der Grenzland-Weinstraße (L613), teilweise dem alten Verlauf folgend. Hier heißen die Adressen der anderen Straßenseite jeweils Ewitsch respektive Graßnitzberg.
Zur größeren Katastralgemeinde Wielitschberg mit 340,97 Hektar gehört auch die südlich gelegene Ortschaft Zieregg.
|                                                       | Ewitsch (O u. KG)                                   |                                                          |
| Ottenberg (O u. KG, OT Ratsch)                        | Kompassrose, die auf Nachbargemeinden zeigt         | Graßnitzberg (O u. KG, OT Spielfeld, Gem. Straß i.Stmk.) |
| Svečina ∗ (O u. KG, Gem. Kungota, Podravska reg., SI) | Ciringa (O u. KG, Gem. Kungota, Podravska reg., SI) | Zieregg (O)                                              |

∗ Nur ein kleines Stück am Witscheinberg

## Geschichte

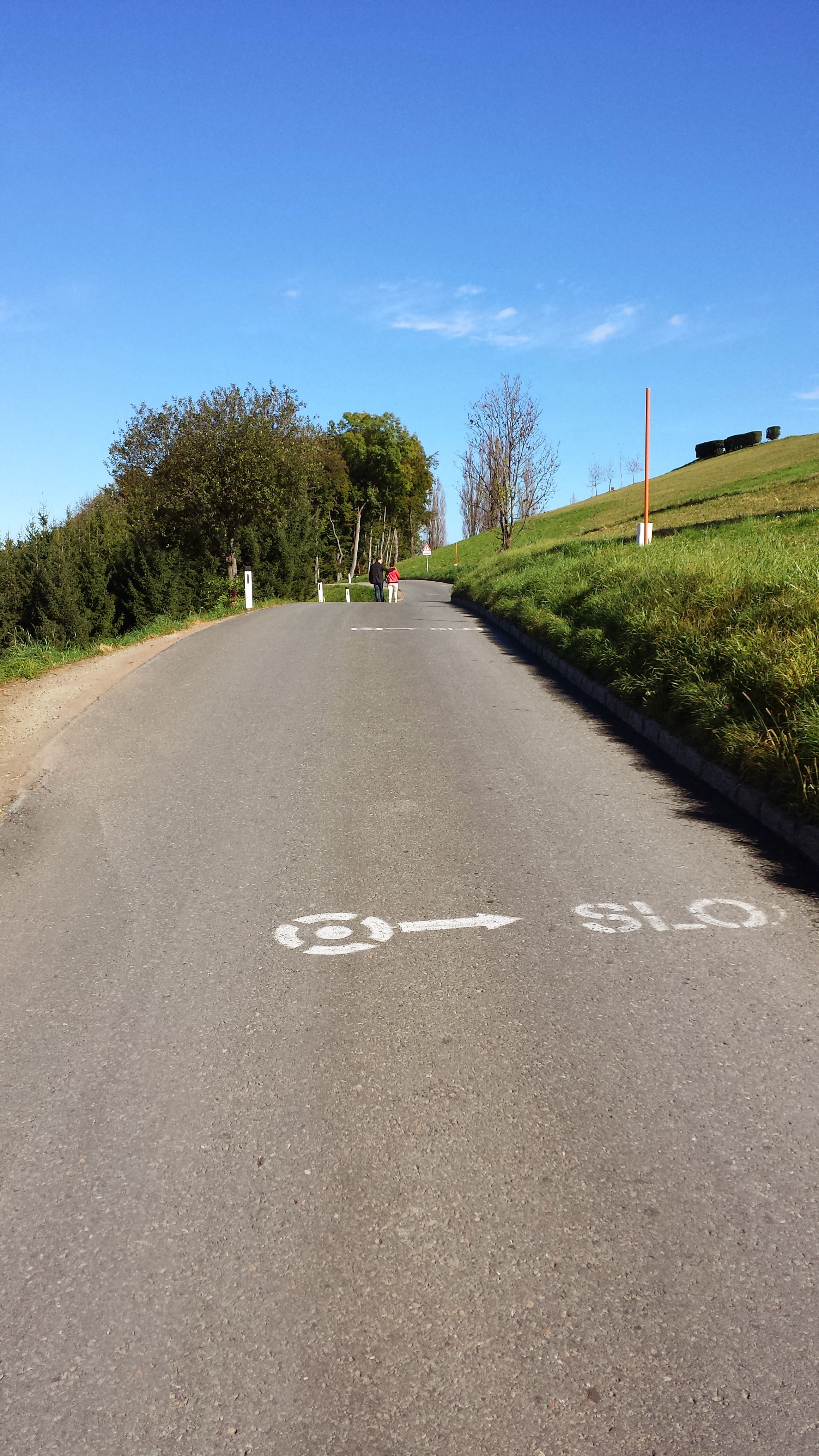
Die Grenzland-Weinstraße (L613) mit der aufmarkierten Staatsgrenze Österreich-Slowenien

Der Ortsname ist 1265 erstmals urkundlich, er erscheint in due Wilans, 1425 als wilwez, 1430 als wilansch, bedeutet ‚Besitz des Wieland‘, und zeugt von der bairischen Siedlung im Raum, mit einer slawischen Endung -ič für das Genetiv-s. Die slowenische Form ist Belič.
Das Stift Admont war Eigentümer des Amtes Wielitsch, zu dem der Raum gehörte, es bekam es 1290 von den Herren von Stubenberg geschenkt.
Die Grenzlandstraße beruht auf der Römerstraße Poetovio – Poedicum (Ptuj – Bruck an der Mur), der auch die Alte Poststraße Wien–Triest folgte, und bildet von alters her im Osten die Grenze zur Herrschaft Straß.
Mit Aufhebung der Grundherrschaften und Schaffung der Ortsgemeinden ab 1848 kam die Katastralgemeinde zu Ehrenhausen. Per 1. Jänner 1932 wurden Wielitsch, Ewitsch und Zieregg – das nach dem Zerfall Österreich-Ungarns und der Grenzziehung im Vertrag von Saint Germain 1919 vom größeren slowenischen Ciringa/Zieregg abgeteilt worden war – zur Gemeinde Berghausen vereint, Wielitsch war deren nomineller Gemeindehauptort. Mit der steiermärkischen Gemeindestrukturreform 2015 kam die Ortschaft wieder zurück an Ehrenhausen.
Seit dem Ersten Weltkrieg war die Grenze zu Jugoslawien hier unpassierbar. Die Grenzland-Weinstraße, die teils direkt auf der Grenze verläuft und am Wielitschberg ein Stück vollständig österreichisches Staatsgebiet verlässt, wurde sogar nach dem EU-Beitritt Sloweniens von einem privaten slowenischen Grundbesitzer unpassierbar gemacht. 2007 konnte die Straße wieder befahrbar gemacht werden.

## Wirtschaft, Infrastruktur und Kultur
In der Ortschaft wird Weinbau betrieben. Die Südsteirischen Weinstraße (hier die L 613) ist eine wichtige touristischen Route. Am Wielitschberg liegt der Grenzübergang Berghausen–Svecina, bei Zieregg der Grenzübergang Platsch. Am Riedel von Wielitsch verläuft die Wielitscher-Höhenstraße (Wielitschweg) von der Ratscherstraße herauf.
In Wielitsch befindet sich die Schreiner-Kapelle (Grabenschneider-Kapelle). Die landbarocke Kleinkirche wurde um 1870 von einheimischen Landwirten erbaut und ist dem Hl. Michael geweiht. Sie wurde 2006/07 renoviert.